# Erich Berko
Erich Berko (* 6. September 1994 in Ostfildern-Ruit) ist ein deutscher Fußballspieler mit ghanaischen Wurzeln.

## Karriere

### Verein
In der Jugend spielte Berko zunächst für die Stuttgarter Kickers. Er wechselte 2006 in die Jugendabteilung des VfB Stuttgart.
Berko gab noch als U19-Spieler am 28. Januar 2012 am 23. Spieltag der Saison 2011/12 für die zweite Mannschaft des VfB Stuttgart in der 3. Profi-Liga gegen den FC Rot-Weiß Erfurt sein Profidebüt. An seinem 18. Geburtstag erlitt er beim Training mit der Bundesligamannschaft des VfB einen Kreuzbandriss des vorderen Bands seines linken Knies.
Am 7. Mai 2013 unterzeichnete Berko einen bis Ende Juni 2015 datierten Lizenzspielervertrag beim VfB Stuttgart. Zur Saison 2015/16 wechselte er zu den Stuttgarter Kickers.
Nach dem Abstieg der Kickers in die Regionalliga wechselte Berko zur Saison 2016/17 zum Zweitliga-Aufsteiger Dynamo Dresden. Er unterschrieb einen Vertrag bis 30. Juni 2019.
Im Januar 2019 gab Dynamo bekannt, dass der Vertrag nicht verlängert würde und Berko beim SV Darmstadt 98 einen bis 2022 gültigen Arbeitsvertrag unterzeichnet hatte. Am 30. August 2019 gab er bei der 1:0-Auswärtsniederlage gegen den SV Sandhausen sein Debüt, als er in der 79. Spielminute für Immanuel Höhn eingewechselt wurde. In seiner ersten Saison bei den Südhessen kam er unter Dimitrios Grammozis auf sieben Einsätze. In der Saison 2020/21 kam er unter Markus Anfang auf 30 Ligaeinsätze und ein Tor. Die Mannschaft erreichte in der 2. Bundesliga Platz 7.
Berko kam in der Hinrunde der Saison 2021/22 unter Torsten Lieberknecht nur sporadisch zum Einsatz und war zu Beginn der Saison mit dem Corona-Virus infiziert. Aufgrund der geringen Einsatzzeit wechselte er im Januar 2022 zum Ligakonkurrenten SV Sandhausen, um dort mehr Spielzeit zu bekommen.
Im Sommer 2022 wechselte er nach Israel und schloss sich Maccabi Netanja an.
Ende Januar 2023 wechselte er zurück nach Deutschland und er schloss sich dem Drittligisten Hallescher FC an.

### Nationalmannschaft
Erich Berko debütierte am 10. Juni 2009 für die deutsche U-15-Nationalmannschaft beim 3:0-Sieg gegen Polen und legte dabei ein Tor vor. Für die U-16-Nationalelf von Deutschland absolvierte Berko am 14. August 2009 gegen die Schweiz sein erstes Spiel. Gegen Ägypten spielte er am 10. November 2010 zum ersten Mal für die deutsche U-17-Nationalmannschaft. Bei der U-17-Europameisterschaft 2011 wurde er mit Deutschland unter Steffen Freund Vize-Europameister und absolvierte während des Turniers vier Einsätze.